# パーソルエクセルHRパートナーズ
パーソルエクセルHRパートナーズ株式会社（PERSOL EXCEL HR PARTNERS CO.,LTD.）は、大阪市中央区に本社を置く人材派遣企業である。2008年9月までの旧社名は「松下エクセルスタッフ」。2018年3月までの旧社名は「パナソニック エクセルスタッフ」。2021年3月までの旧社名は「パーソル パナソニック HRパートナーズ」。
2015年3月、パナソニックグループにおける経営資源の選択と集中の為、テンプホールディングス（現・パーソルホールディングス）に169億円で売却され、テンプスタッフ（現・パーソルテンプスタッフ）の子会社とされた。
2018年4月、パナソニック エクセルテクノロジー株式会社を吸収合併し、パーソル パナソニック HRパートナーズ株式会社へ商号変更。2021年4月にパナソニックとのブランドライセンス期間が満了したことに伴い、現社名へ再度変更された。

## 主な業務内容
- 労働者派遣
- 有料職業紹介
- 経理・事務処理の請負
- システム等開発・設計の請負、コンサルタント業務等

## 関連会社
- パーソルエクセルアソシエイツ
- パーソルファクトリーパートナーズ